# غلاديس إغان
غلاديس إغان (بالإنجليزية: Gladys Egan)‏ هي ممثلة أمريكية، ولدت في 24 مايو 1900 في مانهاتن في الولايات المتحدة، وتوفيت في 8 مارس 1985 في باركرسبورغ في الولايات المتحدة.

## وصلات خارجية
- غلاديس إغان على موقع IMDb (الإنجليزية)
- غلاديس إغان على موقع أول موفي (الإنجليزية)
- غلاديس إغان على موقع قاعدة بيانات الفيلم (الإنجليزية)